# Erlend Skaga
Erlend Skaga (Volda, 14 gennaio 1989) è un giocatore di calcio a 5, allenatore di calcio a 5 e calciatore norvegese, centrocampista del KFUM Oslo 2.

## Caratteristiche tecniche
È un centrocampista veloce, che può essere utilizzato anche come ala.

## Carriera

### Club

#### KFUM Oslo
Skaga debuttò per il KFUM Oslo nel 2005, dopo avervi giocato nelle giovanili per il decennio precedente. Nonostante la giovane età, è uno dei calciatori più esperti della squadra. Ha avuto diversi infortuni che ne hanno minato la continuità.

### Nazionale
Conta 6 presenze e 3 reti per la Nazionale di calcio a 5 della Norvegia.